# Elio De Cupis
Elio De Cupis (Aggius, 1924 – Teramo, 13 aprile 1944) è stato un partigiano italiano.
Medaglia d'oro al valor militare alla memoria.

## Biografia
Militare sbandato, dopo l'8 settembre 1943 si batté alla testa di una piccola formazione partigiana sui monti della Laga, fra Ascoli Piceno, L'Aquila e Teramo. Elio De Cupis fu sorpreso dai fascisti, mentre stava riposando con altri quattro partigiani nei pressi di Montorio al Vomano. Deferito al Tribunale militare straordinario di Teramo, il giovane fu condannato a morte. Fu fucilato al cimitero di Teramo, subito dopo il processo, con il teramano Erminio Castelli e il veneziano Sergio Gucchierato. Secondo alcuni testimoni, i tre partigiani, furono condotti sul luogo dell'esecuzione ammanettati. Mentre erano avviati al sacrificio, cantavano inni patriottici, intervallati a Bandiera rossa. Quando il manipolo fascista li legò alle sedie, il De Cupis raccomandò al comandante di sparare bene. Dopo la prima scarica che uccise gli altri due compagni partigiani, ferito gravemente ebbe ancora la forza di irridere ai suoi assassini. Alla liberazione di Teramo che avvenne il 17 giugno 1944, due dei fascisti coinvolti nella fucilazione, furono scovati dai patrioti e giustiziati sul posto.
Nel suo paese natale e a Sassari, sono state intitolate vie al giovane eroe partigiano.